# NANDA International
NANDA International (NANDA-I) is een organisatie die zich bezighoudt met de ontwikkeling van een classificatie van verpleegkundige diagnoses. Hiermee kunnen verpleegkundigen een klinisch oordeel vormen over de actuele of potentiële reacties van het individu, het (gezins)systeem of de samenleving op gezondheidsproblemen of levensprocessen. 

Een verpleegkundige diagnose maakt deel uit van het verpleegkundig proces: diagnoses - resultaten - interventies.

## Geschiedenis
NANDA International heeft zijn oorsprong in 1973. Deelnemers aan de First National Conference on the Classification of Nursing Diagnoses in St. Louis (Missouri) stelde een stuurgroep in. In 1982 kreeg de organisatie de naam North American Nursing Diagnosis Association (NANDA) welke weerspiegelt dat het een gezamenlijke inspanning betrof van verpleegkundigen uit de Verenigde Staten en Canada. Marjory Gordon werd verkozen tot de eerste president.

De eerste publicatie (uitgebracht in 1987) was The Orange Book waarin een eerste taxonomie werd gepresenteerd die mede ontworpen is door Lynda Jual Carpenito.
Vanwege de toenemende internationale belangstelling voor de classificatie werd in 2002 NANDA omgedoopt tot NANDA International..

De organisatie bestaat nu wereldwijd uit 519 leden, waarvan 36 (7,1%) uit Nederland.
De eerste Nederlandstalige editie, die verscheen in 1997 was een vertaling van de Amerikaanse editie 1995-1996. Sindsdien zijn er regelmatig vertalingen in het Nederlands uitgebracht. De laatste vertaling is NANDA International - Verpleegkundige diagnoses en classificaties 2021-2023.

## Taxonomie II
Alle geaccepteerde verpleegkundige diagnoses zijn categorisch ingedeeld in Taxonomie II die tijdens het 14e congres (5 tot 8 april 2000) in Orlando (Florida) is geïntroduceerd.
| Domein   | Domein   | Domein   | Gezondheids bevordering | Voeding          | Uitscheiding/ uitwisseling | Activiteit/ rust                     | Waarneming/ cognitie     | Zelfperceptie | Rollen/ relaties         | Seksualiteit          | Coping/Stress tolerantie  | Levens principes                                      | Veiligheid/ bescherming | Welbevinden             | Groei/ Ontwikkeling |
| Klasse 1 | Klasse 1 | Klasse 1 | Gezondheids bewustzijn  | Voedselinname    | Blaas functie              | Slaap/Rust                           | Aandacht                 | Zelfbeeld     | Verzorgersrollen         | Seksuele identiteit   | Posttraumatische reacties | Waarden                                               | Infectie                | Lichamelijk welbevinden | Groei               |
| Klasse 2 | Klasse 2 | Klasse 2 | Gezondheids management  | Spijsvertering   | Maag-darm functie          | Activiteit/ lichaamsbeweging         | Oriëntatie               | Zelfachting   | Familie-/ gezinsrelaties | Seksueel functioneren | Coping reacties           | Opvattingen                                           | Lichamelijk letsel      | Omgevings comfort       | Ontwikkeling        |
| Klasse 3 | Klasse 3 | Klasse 3 |                         | Absorptie        | Huid functie               | Energie balans                       | Gewaarwording/ perceptie | Lichaamsbeeld | Rolvervulling            | Voortplanting         | Neurobehavioral stress    | Congruentie tussen waarden, overtuigingen en handelen | Geweld                  | Sociaal welbevinden     |                     |
| Klasse 4 | Klasse 4 | Klasse 4 |                         | Stofwisseling    | Respiratoire functie       | Cardiovasculaire/ pulmonale reacties | Cognitie                 |               |                          |                       |                           |                                                       | Omgevings risico's      |                         |                     |
| Klasse 5 | Klasse 5 | Klasse 5 |                         | Vochthuishouding |                            | Persoonlijke zorg                    | Communicatie             |               |                          |                       |                           |                                                       | Verdedigings processen  |                         |                     |
| Klasse 6 | Klasse 6 | Klasse 6 |                         |                  |                            |                                      |                          |               |                          |                       |                           |                                                       | Thermo regulatie        |                         |                     |